# Acacia deanei
Acacia deanei là một loài thực vật có hoa trong họ Đậu. Loài này được (R.T.Baker) M.B.Welch & al. miêu tả khoa học đầu tiên.